# Miłorzęby dwuklapowe w Lwówku Śląskim
Miłorzęby dwuklapowe w Lwówku Śląskim – pomniki przyrody, Miłorzęby dwuklapowe (Ginkgo biloba), rosnące na plantach w Lwówku Śląskim, na skwerze Piłsudskiego (przy alei Wojska Polskiego). Prowadzi do nich biegnący wzdłuż cmentarza komunalnego w Lwówku Śląskim niebieski szlak.
Obwód pnia miłorzębu chińskiego bliżej bramy głównej cmentarza wynosi 361 cm, wysokość 23 m, a pierśnica mierzy 99 cm.
Obwód pnia miłorzębu chińskiego bliżej ulicy Sienkiewicza wynosi 319 cm, wysokość 16 m, a pierśnica mierzy 84 cm.
Miłorzęby dwudzielne opatrzone są stosownymi tabliczkami.